# Nordsida kyrka
Nordsida kyrka (norska: Nordsida kirke) är en kyrka på norra sidan av Nordfjord i Stryns kommun i Vestland fylke i västra Norge.

## Kyrkobyggnaden
Kyrkan uppfördes efter ritningar av arkitekt Alf Apelseth och invigdes 9 december 1973 av biskop Per Juvkam. 
Byggnaden har en stomme av betong och en takkonstruktion av trä. För att passa in i terrängen har kyrkorummet en nord-sydlig orientering.

## Inventarier
- Orgeln med nio stämmor är tillverkad år 1974 av Vestre orgelfabrikk.
- Predikstolen och dopfunten är av trä, medan dopfatet är av tenn.
- I klockstapeln hänger två kyrkklockor. Storklockan är levererad år 1970 av Olsen Nauen Klokkestøperi i Tønsberg. Lillklockan tillkom år 1978.

## Panoramabild

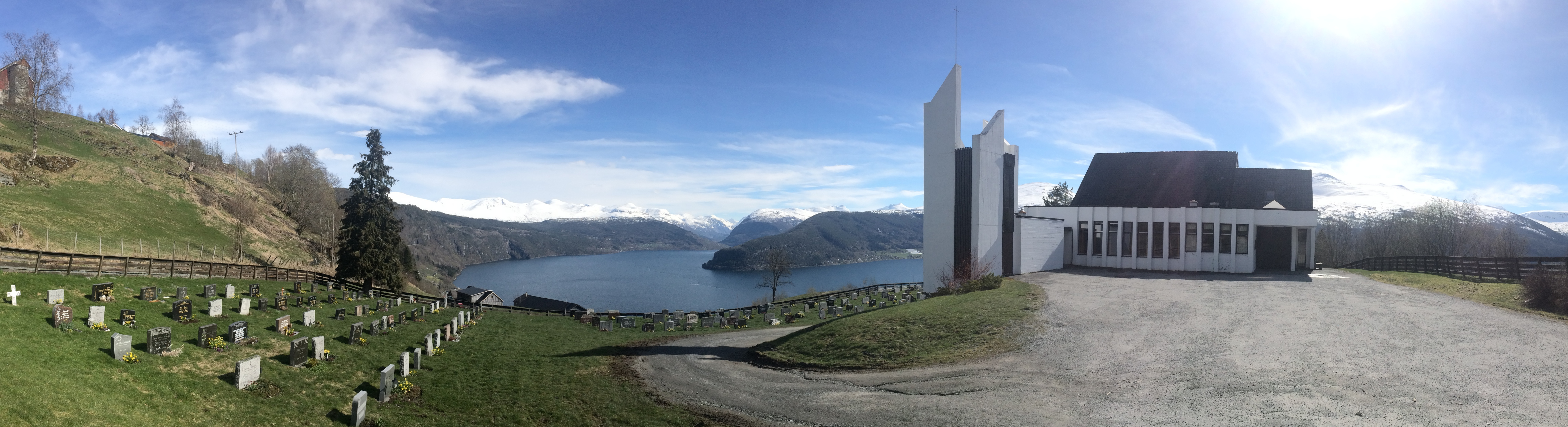
Vy över kyrkan och Innvikfjorden.